# Key English Test
Key English Test (KET) – pierwszy z międzynarodowych egzaminów, sprawdzający znajomość języka angielskiego przez osoby, dla których nie jest on językiem ojczystym. Wydawany przez University of Cambridge. Organizatorem egzaminu w Polsce jest British Council.
Egzamin składa się z 3 części :
- Reading/Writing (czytanie i pisanie) – 70 minut,
- Listening (słuchanie) – 30 minut,
- Speaking (mówienie) – 10 minut.

Żeby zdać egzamin, należy zdobyć przynajmniej 70% punktów. Są dwie oceny pozytywne: Pass with Merit (M), Pass (P) i dwie negatywne: Narrow Fail (N), Fail (F).